# 17号染色体
17號染色體是人類23對染色體中的一對，正常人擁有2條17號染色體。17號染色體纏繞了約8300萬鹼基對（構築DNA的材料），並包含了人類細胞中約2.5%至3%的DNA。每條染色體上的基因識別是遺傳研究活躍的領域。因為研究人員使用不同的方法來進行對於每一條染色體基因數目的預測，而基因數目的估計會有所變化。17號染色體的基因數目有可能介於1200個至1500個。

## 疾病或症狀
下列與17號人類染色體的基因異常有關的疾病或症狀：
- 亞歷山大症
- 安德森氏症候群
- 膀胱癌
- 同源框
- 乳癌
- 进行性神经性腓骨肌萎缩症
- 胱胺酸症
- 抑郁 (情绪)
- 埃勒斯-當洛二氏症候群
- 半乳糖血症
- 龐貝氏症
- 李-佛美尼症候群
- 强迫症
- 神經纖維瘤

### 其他
- Gilbert F. . Genet Test. 1998, 2 (4): 357–81. PMID 10464617. doi:10.1089/gte.1998.2.357.（英文）